# Kerstin Koorti
Kerstin (Kirsti Birgit) Koorti, född den 5 februari 1950 i Helsingfors, Finland, är advokat och ledamot av Sveriges Advokatsamfund. Koorti tog juristexamen 1975 vid Stockholms universitet och har arbetat som advokat, främst med brottmål, med egen byrå i Stockholm 1980-2015. Hon var 2015-2023 anställd hos Zettergren & Lagercrantz Advokatfirma och sedan är 2024 som anställd hos Advokatfirma Lagercrantz.
Hon har bland annat varit advokat för Lasermannen John Ausonius 1995, för läkarna i Styckmordsrättegången samt i Södertäljefallet där hon försvarade mamman som blev anklagad för incest och ritualmord på barn. Koorti har därutöver gjort sig känd som försvarare i sexualbrottmål.
Förutom egna mål har Kerstin Koorti ofta inbjudits att i massmedia kommentera andra uppmärksammade pågående mål. Hon har även i Aftonbladet författat kommentarer till pågående eller förestående uppmärksammade rättegångar. Koorti var bland annat expertkommentator för Aftonbladet under rättegångarna om Arbogamorden 2008.

## Biografi
Koorti flyttade till Sverige 1957 och är uppvuxen i Sundbyberg, Stockholms län. Hon talar svenska, finska, engelska och franska.
Under studietiden arbetade Koorti som sjukvårdsbiträde, bland annat på Karolinska universitetssjukhuset. Kerstin Koorti har genomgått kurser i rättsmedicin, forensiska utredningar vid misstänkta brott och vapenteknik. År 1980 ansökte Koorti om att bli ledamot av Sveriges advokatsamfund och fick därmed advokattiteln. Hon tog juristexamen 1975.

### Karriär
Koorti ägnar sig mest åt försvar i brottmål och har åtagit sig ett antal uppmärksammade brottmål, bland annat mord och sexualbrott. Även narkotikamål, ekonomisk brottslighet, socialmål, familjerätt, trafikrätt, hyresrätt, avtalsrätt, köprätt och fastighetsrätt ingår i hennes verksamhetsinriktning. Hon processar i såväl Sverige som Finland. År 2023 fick hon EU-licens som advokat i Finland av Finlands Advokatförbund. Detta innebär, att hon kan åtaga sig offentliga försvararuppdrag i brottmål även i Finland. 
1994 försvarade hon "Lasermannen", John Ausonius. Hon blev 1995 i Svea hovrätt inför sittande rätt misshandlad av Ausonius, en unik händelse, som väckte uppmärksamhet i media. Hon har även företrätt "Allmänläkaren" och "Obducenten" som blev kända i Styckmordsrättegången. I "Södertäljefallet" (Högsta domstolen 1997) där "Södertäljeflickan" anklagade sina föräldrar för incest samt ritualmord på barn företrädde Kerstin Koorti mamman, som frikändes.  Hon har även varit målsägandebiträde för Johan Asplunds föräldrar ("Johan-fallet") i rättegången där Thomas Quick åtalades för mordet på Johan Asplund. Hon har företrätt musikproducenten Billy Butt där hon sökte resning i Högsta domstolen för hans räkning. Hon företrädde 1997 även "Greven" Maximilian Kartaschev (1957–2007) när han misstänktes ha mördat och styckat sin sambo, Marita Pentinmäki. Greven friades från mordåtalet, och dömdes endast för brott mot griftefrid.